# Torsted Sogn (Ringkøbing-Skjern Kommune)
 For alternative betydninger, se Torsted Sogn. (Se også artikler, som begynder med Torsted Sogn)
Torsted Sogn er et sogn i Ringkøbing Provsti (Ribe Stift).
I 1800-tallet var Hover Sogn anneks til Torsted Sogn. Begge sogne hørte til Hind Herred i Ringkøbing Amt. Trods annekteringen var de hver sin sognekommune. Ved kommunalreformen i 1970 blev både Torsted og Hover indlemmet i Ringkøbing Kommune, der ved strukturreformen i 2007 indgik i Ringkøbing-Skjern Kommune.
I sognet findes følgende autoriserede stednavne:
- Abisgade (bebyggelse)
- Bondesgård (bebyggelse)
- Brændgård (bebyggelse)
- Bækager (bebyggelse)
- Bækdal (bebyggelse)
- Fejsø Mose (areal)
- Gammelby (bebyggelse)
- Hoverdal Plantage (areal)
- Klovsig Plantage (areal)
- Kronhede (bebyggelse)
- Lystbæk (bebyggelse)
- Lystbæk Kær (bebyggelse)
- Nørre Esp (bebyggelse)
- Ristoft (bebyggelse)
- Rødsten Mark (bebyggelse)
- Storesande (areal)
- Sønder Esp (bebyggelse)
- Torsted (bebyggelse)
- Torsted Plantage (areal)
- Ørnhøj (areal)
- Øster Årbjerg (bebyggelse)